# Christian Steininger
Christian Steininger (* 1972 in Wien) ist ein österreichischer Kommunikationswissenschaftler. Er arbeitet als Gastprofessor am Institut für Publizistik- und Kommunikationswissenschaft der Universität Wien.

## Leben
Christian Steininger studierte Publizistik- und Kommunikationswissenschaft, Volkswirtschaftslehre und Politikwissenschaft an der Universität Wien. DOC-Stipendiat der Österreichischen Akademie der Wissenschaften (ÖAW). Habilitation an der Universität Salzburg. Professuren und Gastprofessuren an den Universitäten Fribourg, Zürich, Salzburg und Wien.

## Werk
Steiningers Lehr- und Forschungsschwerpunkte umfassen Medienökonomik, Medienpolitik, Medien- und Kommunikationstheorie.

## Publikationen
- Marie Luise Kiefer/Christian Steininger: Medienökonomik. 3. Auflage. Oldenbourg Verlag. München 2014.
- Christian Steininger/Jens Woelke (Hrsg.): Fernsehen in Österreich 2011/2012. UVK. Konstanz 2012.
- Christian Steininger/Jens Woelke (Hrsg.): Fernsehen in Österreich 2009/2010. UVK. Konstanz 2010.
- Regina Hannerer/Christian Steininger: Die Bertelsmann Stiftung im Institutionengefüge. Medienpolitik aus Sicht des ökonomischen Institutionalismus. Nomos. Baden-Baden 2009.
- Christian Steininger/Jens Woelke (Hrsg.): Fernsehen in Österreich 2008. UVK. Konstanz 2008.
- Christian Steininger/Jens Woelke (Hrsg.): Fernsehen in Österreich 2007. UVK. Konstanz 2007.
- Christian Steininger: Markt und Öffentlichkeit. Wilhelm Fink Verlag. München 2007.
- Christian Steininger (Hrsg.): Politische Ökonomie der Medien. Theorie und Anwendung. Lit. Münster 2007.
- Christian Steininger: Medienmärkte – Medienwettbewerb – Medienunternehmen. Die ökonomischen Institutionen des deutschen dualen Rundfunksystems aus Sicht der Akteure. Verlag R. Fischer. München 2005.
- Christa-Maria Ridder/Wolfgang R. Langenbucher/Ulrich Saxer/Christian Steininger (Hrsg.): Bausteine einer Theorie öffentlich-rechtlichen Rundfunks. Festschrift für Marie Luise Kiefer. VS Verlag. Wiesbaden 2005.
- Werner Faulstich/Christian Steininger (Hrsg.): Zeit in den Medien – Medien in der Zeit. Wilhelm Fink Verlag. München 2002.
- Christian Steininger: Zur Politischen Ökonomie der Medien. Eine Untersuchung am Beispiel des dualen Rundfunksystems. WUV-Univ.-Verlag. Wien 2001.